# Gothic metal
Gothic metal is een muziekgenre binnen de metal dat getypeerd wordt door klassieke invloeden, een donker, emotioneel, soms ook agressief geluid, en hoge vrouwelijke vocals, eventueel afgewisseld met agressieve zang of 'grunt' van mannelijke bandleden (net als bij doommetal). Bij gothic metal speelt romantiek en liefdesverdriet meestal een grote rol. De Britse heavymetalband Paradise Lost lag aan de basis van het ontstaan van het genre, met hun album "Gothic" uit 1991 waarin sopraanzang vermengd werd met death growls. Tegen het midden tot eind jaren 90 waren bands als The Gathering en The 3rd And The Mortal uitgebreid aan het experimenteren met de stijl.
Veel gothicmetalbands gebruiken een groot aantal symfonische elementen in hun muziek. De muziekstijl wordt dan symfonische gothic metal genoemd.
Overigens heeft gothic metal muzikaal nauwelijks verwantschap met gothicmuziek. Het genre kreeg zijn naam vanwege de gothic uitstraling qua kleding en vormgeving.
Het album Mandylion van de band The Gathering wordt wel genoemd als het eerste Nederlandse gothicmetalalbum en zangeres Anneke van Giersbergen als de moeder van de gothic metal. De term gothic metal werd echter minstens vier jaar eerder al gebruikt om het werk te benoemen dat de Britse band Paradise Lost toen net klaar had. In Amerika werd de plaat Bloody Kisses van Type O Negative ook gothic metal genoemd. Ook wat het concept van symfonische-gothicmetalband met zangeres betreft, kan men verwijzen naar het Noorse Theatre Of Tragedy, dat in 1995 al een album in het genre uitbracht. Feitelijk moet gothic metal worden gezien als een aftakking van de doommetal, die op haar beurt eind jaren 80 van de 20e eeuw uit deathmetal ontstond. The Gathering zette wel de deur open naar grotere successen, in vergelijking met de vrij obscure doommetalkringen van de vroege jaren 90 van de 20e eeuw.

## Gothic metal in België
Vertegenwoordigers van gothic metal in België zijn, behalve de reeds genoemde bands, onder meer: Akem Manah, Avatar, Azylya, Dagorlad, Danse Macabre, Eternal Darkness, Fading Bliss, Gnais en Valkyre, 

## Gothic metal in Nederland
In Nederland zijn Asrai en The Dreamside vertegenwoordigers van gothic metal. Bands als Autumn, Epica, Within Temptation, Nemesea, Delain en After Forever worden wel als gothic aangeduid, maar vallen stilistisch ook onder powermetal of symfonische metal (die subgenres zijn van progressieve metal).

## Enkele bekende gothicmetalbands
Veel bands kunnen in meerdere genres worden ondergebracht, waarbij het onderscheid tussen met name gothic metal en doommetal niet altijd even duidelijk is. Onderstaand enkele bekende gothicmetalbands.
- Epica
- NightWish
- Blackbriar
- The Gathering
- HIM
- Moonspell
- Type O Negative
- Within Temptation